# 小野清美
小野 清美（おの きよみ、女性、1948年 - ）は、日本の政治学者、大阪大学名誉教授。専門は近代ドイツ政治史。

## 来歴
徳島県出身。名古屋大学大学院法学研究科博士課程を経て1979年名大法学部助手、1982年大阪外国語大学外国語学部専任講師、1985年助教授、1994年教授、2008年統合により大阪大学大学院法学研究科教授。
1997年『テクノクラートの世界とナチズム』で名古屋大学法学博士、和辻哲郎文化賞受賞。

## 著書
- 『テクノクラートの世界とナチズム――「近代超克」のユートピア』ミネルヴァ書房 1996
- 『保守革命とナチズム――E・J・ユングの思想とワイマル末期の政治』名古屋大学出版会 2004
- 『アウトバーンとナチズム――景観エコロジーの誕生』ミネルヴァ書房、2013

## 翻訳
- 『ワイマル共和国――古典的近代の危機』 デートレフ・ポイカート 田村栄子・原田一美共訳 名古屋大学出版会 1993.4
- 『ウェーバー近代への診断』 デートレフ・ポイカート 雀部幸隆共訳　名古屋大学出版会 1994
- 『ナチズムと歴史家たち』 P.シェットラー 木谷勤、芝健介共訳 名古屋大学出版会 2001.8
- 『ナチズムの歴史思想――現代政治の理念と実践』 フランク＝ロタール・クロル 原田一美共訳 柏書房 2006.2（パルマケイア叢書）
- 『三つの新体制――ファシズム、ナチズム、ニューディール』 W. シヴェルブシュ 原田一美共訳 名古屋大学出版会 2015